# 블라디미르 스미르노프 (펜싱 선수)
블라디미르 빅토로비치 스미르노프(러시아어: Влади́мир Ви́кторович Смирно́в, 우크라이나어: Володимир Вікторович Смирнов 볼로디미르 빅토로비치 스미르노우[*], 1954년 5월 20일~1982년 7월 28일)는 소련의 펜싱 선수로 주 종목은 플뢰레와 에페였다.

## 생애
스미르노프는 우크라이나 소비에트 사회주의 공화국 루간스크주 루비주네에서 태어났으며 1977년에 소련 국가대표 선수로 발탁되었다. 1977년 7월 아르헨티나 부에노스아이레스에서 열린 1977년 세계 선수권 대회에 참가하여 단체전 동메달을 획득했다.
1980년 7월 자국 소련 모스크바에서 열린 1980년 하계 올림픽에 참가했고 남자 플뢰레 개인전 종목에서 프랑스의 파스칼 졸리오를 꺾고 금메달을 획득했다. 1981년 프랑스의 클레르몽페랑에서 열린 1981년 세계 선수권 대회에서도 남자 플뢰레 개인전 우승을 차지했다.
1982년 7월 스미르노프는 이탈리아 로마에서 열린 1982년 세계 선수권 대회에 참가했다. 그는 7월 19일에 서독의 마티아스 베어와 경기를 가졌으며 이 경기에서 베어의 플뢰레가 경기 도중에 부러졌다. 베어의 플뢰레 파편은 스미르노프의 마스크 안쪽으로 파고 들었고, 안와를 관통하여 뇌를 찔렀다. 스미르노프는 이 사건 이후 9일만에 사망하였다.
스미르노프의 사망 사건은 펜싱 장비의 안전 기준 강화로 이루어졌다. 펜싱검은 사망 사건이 발생한 당시에 사용되던 탄소강을 대신하여 마에이징강으로 제작된 검을 사용하게 되었고, 유니폼은 케블러나 방탄 나일론을 사용하여 기존의 유니폼보다 3배 정도 더 튼튼해졌다. 그 외에도 사망 사고를 방지하기 위한 안전 규정들이 추가로 도입되었다.